# Выровское сельское поселение
Вы́ровское се́льское поселе́ние — муниципальное образование в составе Майнского района Ульяновской области. Административный центр — посёлок станции Выры.

## Население
| 2010  | 2012  | 2013  | 2014  | 2015  | 2016  | 2017  |
| ----- | ----- | ----- | ----- | ----- | ----- | ----- |
| 1766  | ↘1716 | ↘1685 | ↘1648 | ↘1600 | ↘1570 | ↘1520 |
| 2018  | 2019  | 2020  | 2021  |       |       |       |
| ↘1502 | ↘1459 | ↘1428 | ↘1276 |       |       |       |

## Состав сельского поселения
В состав поселения входят 9 населённых пунктов: 4 села и 5 посёлков.
| № | Населённый пункт | Тип населённого пункта                  | Население |
| - | ---------------- | --------------------------------------- | --------- |
| 1 | Апалиха          | село                                    | 20        |
| 2 | Безлесный        | посёлок                                 | 247       |
| 3 | Безречный        | посёлок                                 | 346       |
| 4 | Выры             | посёлок станции, административный центр | 574       |
| 5 | Выры             | село                                    | 101       |
| 6 | Дружба           | посёлок                                 | 19        |
| 7 | Ляховка          | село                                    | 65        |
| 8 | Малороссы        | посёлок                                 | 0         |
| 9 | Полбино          | село                                    | 394       |